# Кылымъёль
Кылымъёль — река в России, протекает в городском округе Вуктыл Республики Коми. Устье реки находится в 53 км по правому берегу реки Кылым. Длина реки составляет 50 км, площадь водосборного бассейна 663 км².
Исток реки находится в 73 км к северо-востоку от посёлка Троицко-Печорск и в 75 км к югу от города Вуктыл на границе с Троицко-Печорским районом. Река течёт на северо-запад, сильно петляя. В нижнем течении образует многочисленные старицы и меандры. Всё течение проходит по ненаселённому, всхолмлённому, частично заболоченному лесному массиву. Впадает в Кылым в 20 километрах к юго-востоку от села Шердино.

## Притоки
- 4 км: река без названия (лв)
- 6 км: река Когель (пр)
- 11 км: река без названия (лв)

## Данные водного реестра
По данным государственного водного реестра России относится к Двинско-Печорскому бассейновому округу, водохозяйственный участок реки — Печора от водомерного поста у посёлка Шердино до впадения реки Уса, речной подбассейн реки — бассейны притоков Печоры до впадения Усы. Речной бассейн реки — Печора.
Код объекта в государственном водном реестре — 03050100212103000060855.